# Rorbas
Rorbas – miejscowość i gmina (Politische Gemeinde) w północnej Szwajcarii, w kantonie Zurych, w okręgu (Bezirk) Bülach. Leży nad rzeką Töss.  

## Demografia
W Rorbas mieszka 2908 osób. W 2021 roku 26% populacji gminy stanowiły osoby urodzone poza Szwajcarią.

## Transport
Przez teren gminy przebiega droga główna nr 7.